# Recetto
Recetto – miejscowość i gmina we Włoszech, w regionie Piemont, w prowincji Novara.
Według danych na rok 2004 gminę zamieszkiwało 897 osób, 112,1 os./km².